# Ponte Vecchio (Florencia)
El Ponte Vecchio (pronunciación: [ˈpɔnte ˈvɛkkio]) es un puente medieval sobre el río Arno en Florencia (Italia). Es un símbolo de la ciudad y uno de los puentes más famosos del mundo, uno de los pocos puentes habitados que se conservan. Atraviesa el río Arno en su punto más estrecho.
El puente se sostiene sobre tres arcos; el principal tiene una luz de 30 metros y los otros dos de 27 metros. El alzado de los arcos varía entre 3,5 y 4,4 metros.

## Historia

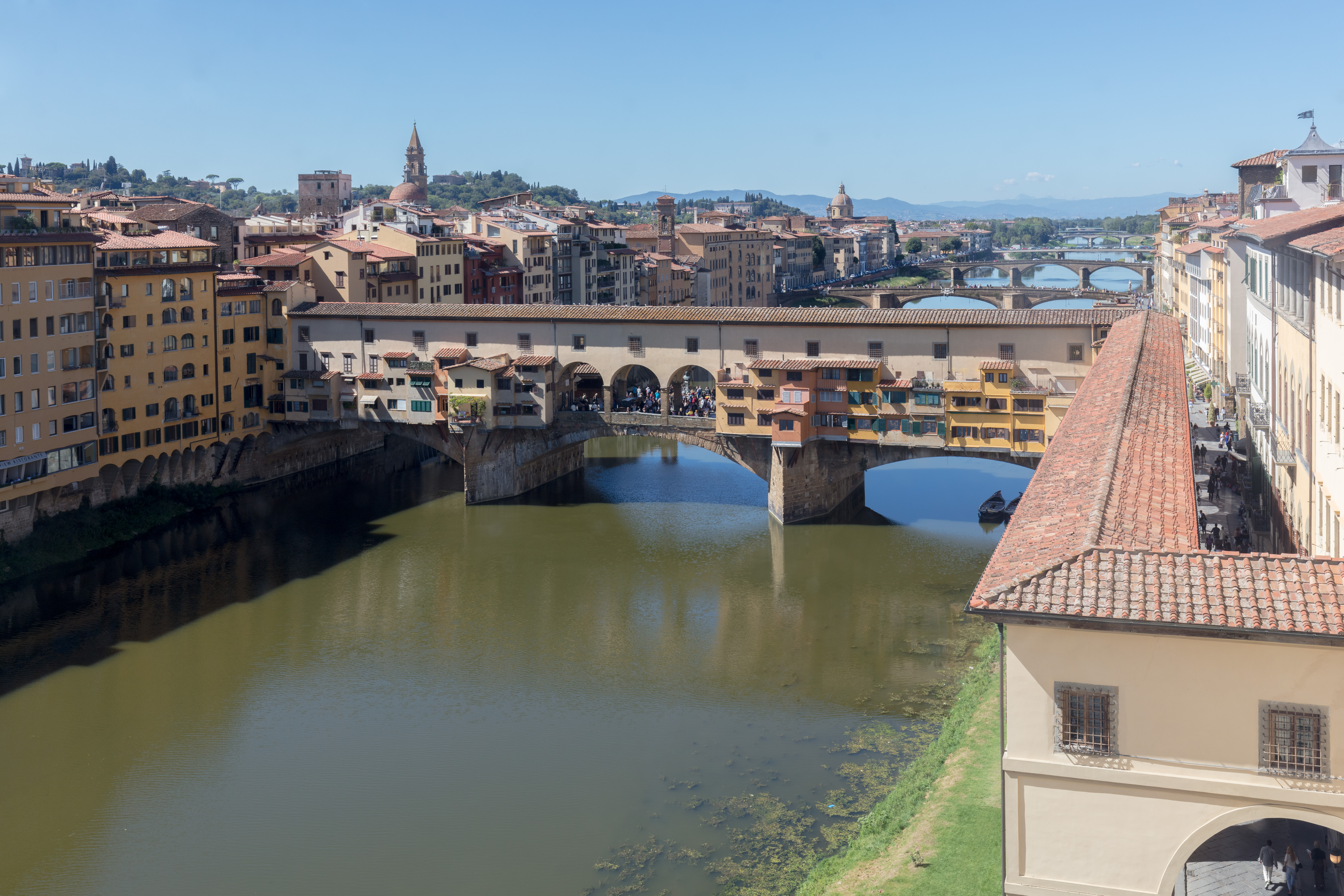
Vista de varios puentes sobre el Arno con el ponte Vecchio en primer plano.

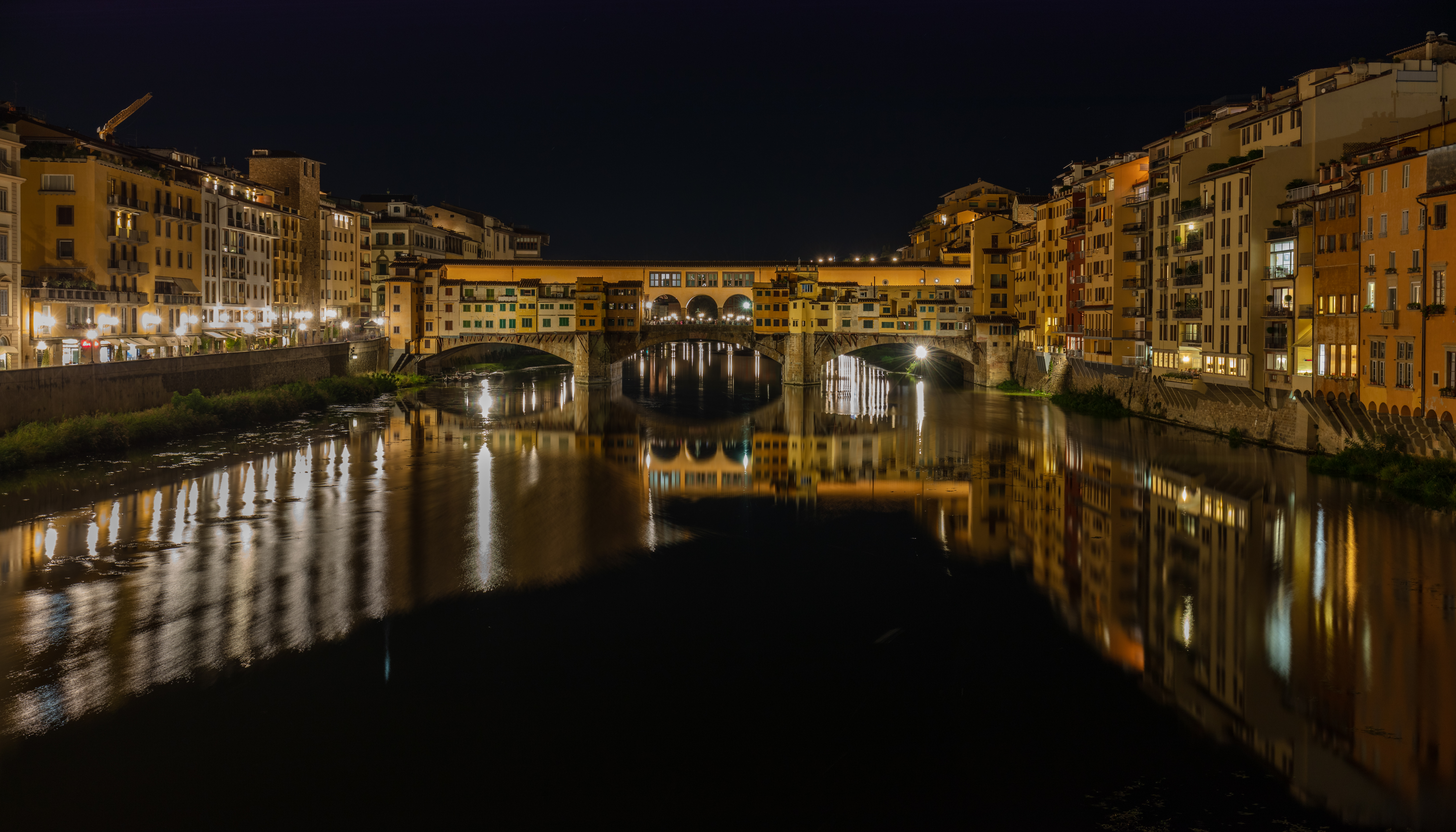
Vista nocturna.

Se cree que fue un puente construido inicialmente en madera por los romanos, poco después de la fundación de Florencia sobre el año 150 a. C. Esa pasarela se consolidó y amplió hacia el 123, cuando el emperador Adriano promovió la construcción de la vía Cassia Nuova, que atravesaba la ciudad y que correspondía, se puede suponer, a las calles Bardi y San Niccolò. El primer puente romano fue destruido en el s. VI-VII, consecuencia del descuido y las guerras bárbaras, además de probables daños relacionados con las inundaciones.
Es difícil saber cuántos puentes han sido destruidos y cuántos reconstruidos por las frecuentes inundaciones del Rio Arno. Giovanni Villani habló de un puente construido bajo el mandato de Carlomagno, y es quizá en el siglo IX o X cuando el puente tuviera la posición actual.
Tras ser dañado en 1222 y 1322, fue destruido por una inundación en 1333. Fue reconstruido enteramente de piedra entre 1335 y 1345. Vasari atribuye su diseño al arquitecto y pintor italiano Taddeo Gaddi.
Desde siempre ha contenido distintas tiendas y gran actividad comercial; según la leyenda, esto se debe a que en el puente había exención de impuestos. Los comerciantes eran autorizados antiguamente a mostrar sus mercancías sobre mesas por el bargello (una especie de magistrado comunal). Siguiendo la tradición comenzada en la Llotja del Mar de Barcelona, cuando un vendedor no podía pagar sus deudas, su puesto para la venta era rota por los soldados (bancarrota). Al no disponer ya de una mesa, el comerciante no podía vender sus mercancías.
Al comienzo, los comerciantes alineaban sus tenderetes ("botteghe") a ambos lados del puente. Pero en 1495, la ciudad, que era la dueña y arrendadora de las tiendas a los comerciantes, se vio obligada a vender las parcelas, por razones económicas. A partir de entonces, las tiendas comenzaron a agrandarse y se multiplicaron los voladizos sobre el río, que hoy configuran la imagen del puente.
Para conectar el Palazzo Vecchio (sede del gobierno de Florencia) con el Palazzo Pitti, el Gran Duque Cosimo I de Medici encargó a Giorgio Vasari que construyera el famoso Corredor vasariano sobre el puente, el cual se finalizó en 1565. Este corredor da una vuelta en torno a la Torre de Mannelli, ya que los dueños de la misma no permitieron que fuera alterada o destruida para la construcción del corredor. 
En 1593 el Gran Duque Fernando I decidió expulsar del puente a los carniceros, prohibiéndoles realizar sus actividades en el lugar. Se dice que no soportaba los olores de ese comercio mientras él y sus visitantes extranjeros iban desde el Palazzo Vecchio hasta la residencia de la familia Médici, en el Palazzo Pitti, pasando sobre el corredor vasariano. Además, para aumentar el prestigio del lugar, fomentó que el sitio vacante de los carniceros fuera inmediatamente ocupado por orfebres, joyeros y comerciantes de oro, que actualmente siguen ocupando los voladizos y puestos del puente. La asociación de carniceros había monopolizado los negocios sobre el puente desde 1442.
Durante la Segunda Guerra Mundial, a diferencia de todos los demás puentes de Florencia que fueron volados por la Wehrmacht, el Ponte Vecchio no fue destruido por los alemanes durante su retirada el 4 de agosto de 1944. Según la leyenda - versión que se ha mantenido hasta el día de hoy -  esto se debió a una orden expresa del Führer. Adolf Hitler conoció este puente en 1938, en una visita de estado que el líder alemán hizo a Florencia, junto al Duce Benito Mussolini y quedó prendado de la noble estructura. La perentoria orden fue obedecida y, gracias a esta disposición de respetar el venerable puente, este habría resultado absolutamente indemne de cualquier daño serio y así, prevaleció para la posteridad.-

## Monumento a Benvenuto Cellini

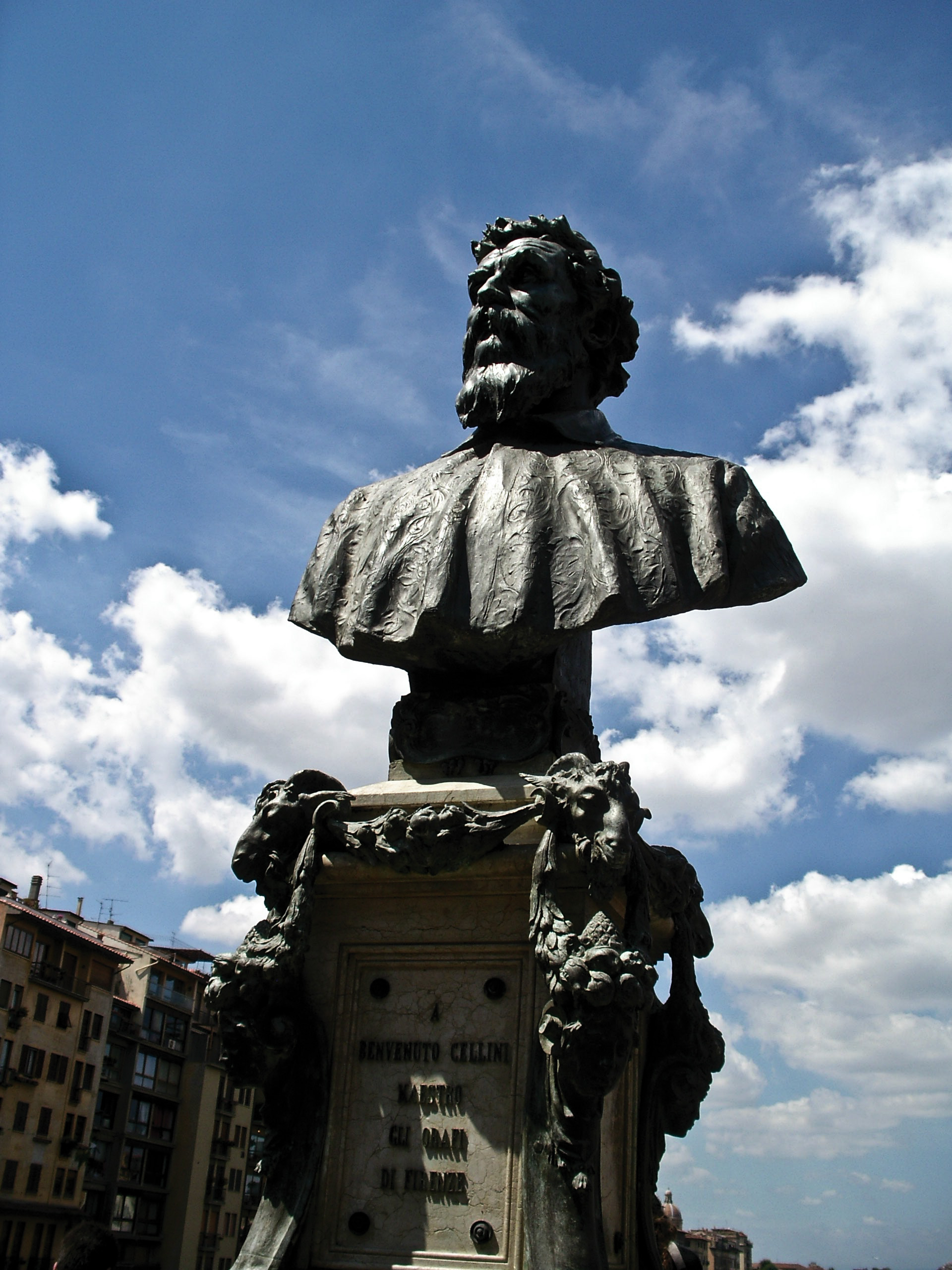
Busto de Benvenuto Cellini en el Ponte Vecchio.

En el centro del puente hay dos terrazas panorámicas: una está cubierta por el corredor vasariano; la otra alberga el monumento a Benvenuto Cellini, realizado por Raffaello Romanelli e inaugurado el 26 de mayo de 1901. La obra, dotada con una fuente, fue colocada en la celebración del cuarto centenario del nacimiento de Cellini.
El pedestal está decorado con motivos típicos de la época de Cellini, como festones, máscaras, garras de león, cabezas de carnero (emblema de Cosme I), etcétera.